# اردوت
اردوت (به لاتین: Erdut) یک منطقهٔ مسکونی در کرواسی است که در شهرستان اوسیک-بارانیا واقع شده‌است. اردوت ۱۵۹٫۱۶ کیلومتر مربع مساحت و ۷٬۳۰۸ نفر جمعیت دارد و ۱۵۸ متر بالاتر از سطح دریا واقع شده‌است.